# Sõmeru kommun
Sõmeru vald är en kommun i Estland.   Den ligger i landskapet Lääne-Virumaa, i den centrala delen av landet, 100 km öster om huvudstaden Tallinn. Antalet invånare är 3 885. Arean är 168 kvadratkilometer.
Terrängen i Sõmeru vald är platt.
Följande samhällen finns i Sõmeru vald:
- Sõmeru
- Näpi
- Uhtna
- Ubja
- Vaeküla
- Ussimäe
- Kohala